# Movimiento Brights
El movimiento Brights es un movimiento social que tiene como objetivo promover la comprensión pública y el reconocimiento de la visión naturalista del mundo, incluyendo la igualdad de derechos civiles y aceptación de las personas que comparten dicha visión del mundo. Fue iniciado por Paul Geisert, quién acuñó el término, y Mynga Futrell en 2003 para promover una nueva denominación genérica con connotación positiva para todos aquellos que tienen una filosofía naturalista libre de elementos sobrenaturales o místicos, evitando las definiciones basadas en negaciones y cargadas con un largo historial cultural como lo son ateo, materialista, humanista, infiel o no creyente.
La visión naturalista del mundo no implica la pertenencia a ninguna ideología en particular. Ser bright significa simplemente defender un mundo libre de elementos sobrenaturales o místicos, y postular una filosofía naturalista. Es ante todo una postura individual.
En español la traducción de «bright» es «brillante» o «luminoso»; sin embargo el enlace de la propia página del movimiento a su página en español no hace uso de esta traducción y hace solo referencia a Brights.

## Historia
Paul Geisert fue maestro de Biología en Chicago durante la década del sesenta, emprendedor y escritor en los ochenta. Durante la década del noventa, desarrolló material de enseñanza y creó una página web acerca de la educación de la religión en colegios públicos. 
Cuando Paul se preparaba para asistir a «la marcha de los americanos sin dios» que se realizaría en Washington en 2002, pensaba que el término «sin dios» («Godless», en inglés) no resultaba agradable y resolvió identificar al movimiento con un mejor término, además de intentar unificar lo que él denominaba «comunidad de la razón». Pensó en una palabra nueva, positiva, que pudiera ser bien aceptada, de la misma manera que el término «gay» se ha convertido en sinónimo de homosexual. Al final del 2002, Paul acuñó el término «bright», pero no lo anunció de inmediato.
Junto a Mynga Futrell, la cofundadora del movimiento Bright, deseaban organizar y agrupar a los individuos no religiosos, pero que no estaban relacionados con ningún movimiento u organización filosófica ya existente. Para lograr esto, no solamente crearon la definición de «Bright», sino que también se promovía la idea de una organización cívica que lograra unificarse a través de internet.
Estuvieron trabajando con la idea durante los primeros meses de 2003; finalmente lanzaron la página web el 4 de junio de 2003. El movimiento ganó publicidad a través de artículos como el de Richard Dawkins en The Guardian y Wired, y por Daniel Dennett en The New York Times. Durante el primer año se registraron más de 10 000 personas repartidas por 85 países.
El movimiento ha continuado creciendo (un aumento de inscripciones) llevando a debates en los medios de comunicación a cerca del «nuevo ateísmo», incentivado además por una serie de libros publicados a finales de 2006 que incluyen El espejismo de Dios (The God Delusion), Rompiendo el hechizo (Breaking the Spell), Dios no es bueno (God Is Not Great), El fin de la fe  (The End of Faith) y Carta a una nación cristiana (Letter to a Christian Nation). Para enero de 2010 se habían registrado más de 50.000 brights de 186 países.

## Brightsconocidos
- Richard Dawkins - Científico británico
- Daniel Dennett - Filósofo estadounidense
- Penn y Teller - Ilusionistas
- James Randi - Ilusionista y escéptico
- Michael Shermer - Historiador de la ciencia